# I Like Trains
I Like Trains, anciennement écrit iLiKETRAiNS, est un groupe de rock alternatif et post-rock britannique, originaire de Leeds, en Angleterre. Ce groupe dégage une ambiance mélancolique voire pessimiste et caverneuse tout en maintenant un style rock soutenu. On y retrouve des instruments tels que la guitare, le piano, la voix (dite barytine) et certains passages de chœur.
Leur succès commence assez rapidement avec l'album Progress Reform, produit par le label Fierce Panda Records en juin 2006. Le second album Elegies to Lessons Learnt, édité par Beggars Banquet Records, permet au groupe de continuer son ascension. I Like Trains joue une musique conceptuelle complétée par des projections vidéo. Des images de voyages en train sont diffusées pendant certains concerts. On[Qui ?] retrouve aussi cette atmosphère ferroviaire un peu étrange dans leurs clips.

## Biographie
I Like Trains est formé en 2004 et comprend David Martin (chant, guitare), Guy Bannister (guitare, synthétiseurs, chant), Alistair Bowis (basse, synthés, chant) et Simon Fogal (batterie), publiant la même année un single intitulé Autumn 2004. En 2005, ils auto-publient un autre single Stainless Steel et plus tard leur premier single officiel, Before the Curtains Close, chez Dance to the Radio limité à 500 exemplaires sur vinyle 45 tours. En juin 2006, ils publient leur premier EP, Progress Reform, chez Fierce Panda Records et la chanson Terra Nova est publiée comme single. Cet album contient un morceau évoquant l'explorateur norvégien Hjalmar Johansen.
En 2007, ils publient leur premier album, Elegies to Lessons Learnt, chez Beggars Banquet Records. Les chansons retracent des événements shistoriques dramatiques t les paroles se basent sur des études réalisées pour ces événements. Les trois singles extraits de l'album sont Spencer Perceval, The Deception et We Go Hunting. Elegies to Lessons Learnt atteint la 17e place de l'UK Indie Chart. À la fin 2008, le groupe publie son deuxième EP, The Christmas Tree Ship.
Après avoir été renvoyé de leur label, Beggars Banquet, le groupe fonde son propre label, ILR (I Like Records), en 2009 et publie son deuxième album, He Who Saw the Deep, en 2010 qui comprend deux singles, Sea of Regrets et A Fathers Son. Ils utilisent la plateforme PledgeMusic afin de récolter des fonds et publier leur album. En 2012 sort leur troisième album, The Shallows.
Pour célébrer leur dix ans d'existence, et aussi l'année du centenaire du Brudenell Social Club, I Like Trains joue un concert spécial à Leeds. A Divorce Before Marriage, un film sur le groupe, réalisé par Matt Hopkins et Ben Lankester, est publié en 2016. Il sera en production jusqu'à la sortie de l'album The Shallows.

## Membres
- Guy Bannister – guitare, claviers, chant
- Alistair Bowis – basse, claviers
- Simon Fogal – batterie
- David Martin – guitare et chant

## Discographie

### Albums
- 2007 : Elegies to Lessons Learnt
- 2010 : He Who Saw the Deep
- 2012 : The Shallows
- 2020 : Kompromat

### Singles et EP
- 2005 : Stainless Steel
- 2005 : Before the Curtains Close Pts 1 and 2
- 2005 : A Rook House for Bobby
- 2006 : Terra Nova/Fram
- 2006 : Progress Reform (EP)
- 2007 : Spencer Perceval/I Am Murdered
- 2007 : The Deception
- 2008 : We Go Hunting
- 2008 : The Christmas Tree Ship (EP)
- 2009 : Sea of Regrets